# Ито, Мари
Мари Ито (род. в Токио) — прима-балерина Ростовского музыкального театра.

## Биография
Мари Ито родилась в Токио. Ее родители работали танцовщиками в Диснейленде.
Впервые посетила занятия балетом в возрасте 3,5 лет. Также занималась плаванием и училась играть на фортепиано, но все эти занятия были быстро заброшены, в отличие от балета.
В танцевальной студии, помимо балета, Мари Ито занималась джаз-дансом и степом. Со временем ей нужно было выбрать какое-то одно направление. Когда преподаватель сказала ей, что у нее нет особых балетных способностей, Мари Ито специально решила остановиться как раз на занятиях балетом.
Когда ей было 17 лет, она решила принять участие в ежегодном просмотре японских балетных танцовщиков, который устраивали преподаватели Академии русского балета имени Вагановой. Обычно в этом мероприятии принимали участие 30 человек из которых выбирали нескольких будущих учеников. Мари Ито стала одной из шести человек, которых пригласили начать учебу в городе Санкт-Петербург. Мари Ито сомневалась, стоит ли ей ехать, но на учебе в Академии русского балета имени Вагановой настояла ее мама. Мари Ито приехала в Россию в 2008 году. В то время русского языка она не знала.
После окончания учебы в Академии Вагановой, ее пригласили работать в театре в Петрозаводске. Затем местом работы стал Санкт-Петербургский театр балета Константина Тачкина. Вскоре последовало предложение работать в труппе Ростовского музыкального театра. Мари Ито приняла приглашение в 2014 году переехала в Ростов-на-Дону. Репетитором Мари Ито в театре стала заслуженная артистка России Ольга Вторушина.
Мари Ито исполнила партию Пиккилии и Повельтельницы в «Дон Кихоте» Л. Минкуса, Жизель в балете «Жизель» А. Адана, Па де скляв в балете «Корсар» А. Адана, Офелию в «Гамлете» на музыку Д. Шостаковича, Одетту и Одилию в «Лебедином озере» П. Чайковского, Фею Сирени и Фею Смелости в «Спящей красавице» П. Чайковского, Снегурочку в «Снегурочке» на музыку П. Чайковского, Надежду в «Драме на охоте» на музыку П. Чайковского.